# Rue Ganneron
Pour les articles homonymes, voir Ganneron.
La rue Ganneron est une voie située dans le quartier des Grandes-Carrières du 18e arrondissement de Paris en France.

## Situation et accès
La rue Ganneron débute à l’angle nord du cimetière de Montmartre dans le prolongement de la rue Carpeaux. Elle longe le mur du cimetière jusqu’au milieu du côté sud puis bifurque vers l’avenue de Clichy. Toute la longueur de la rue étroite est à sens unique.
Elle est desservie par la ligne 13 à la station La Fourche.

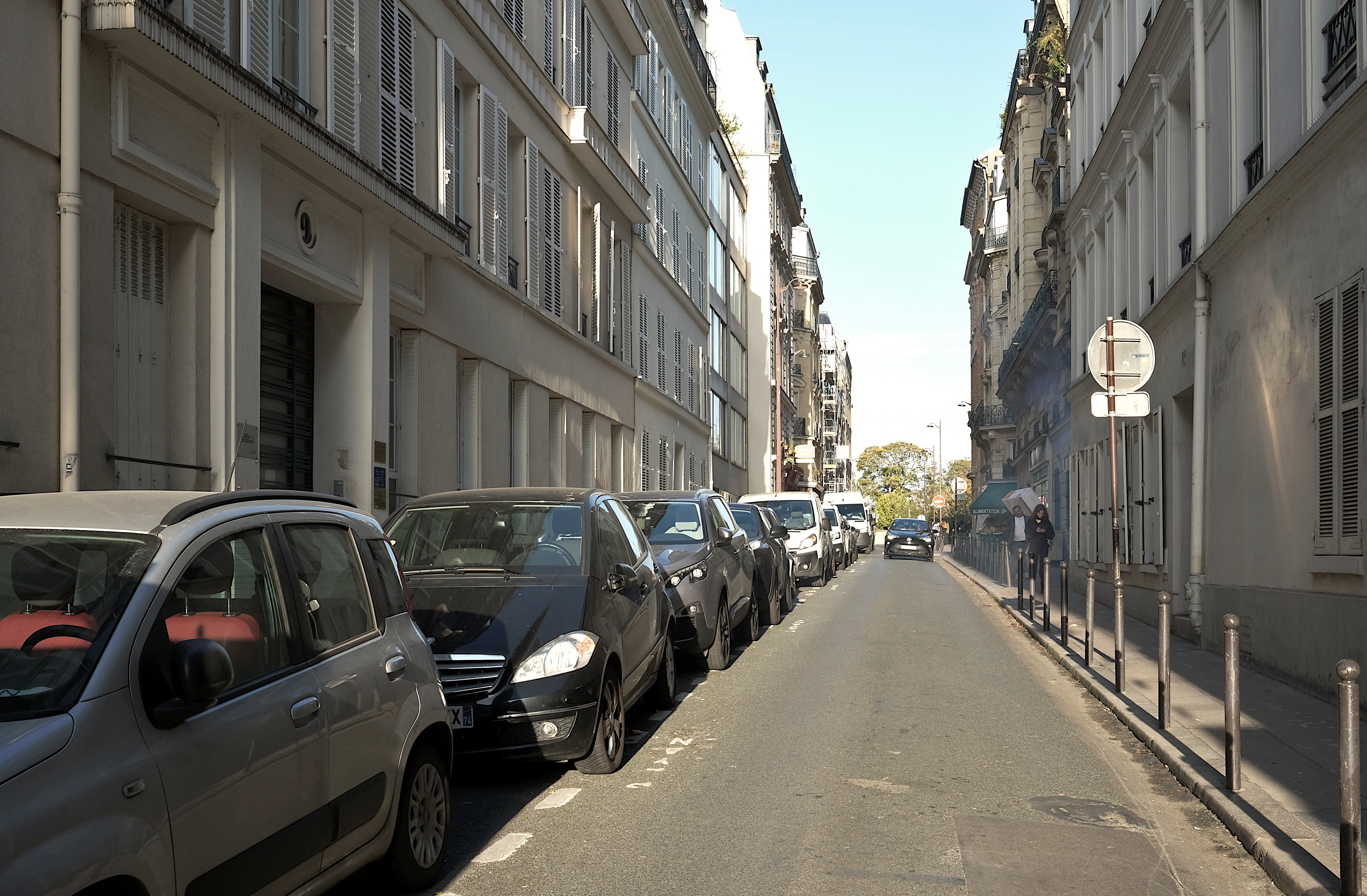
La rue Ganneron vue depuis l'avenue de Clichy.
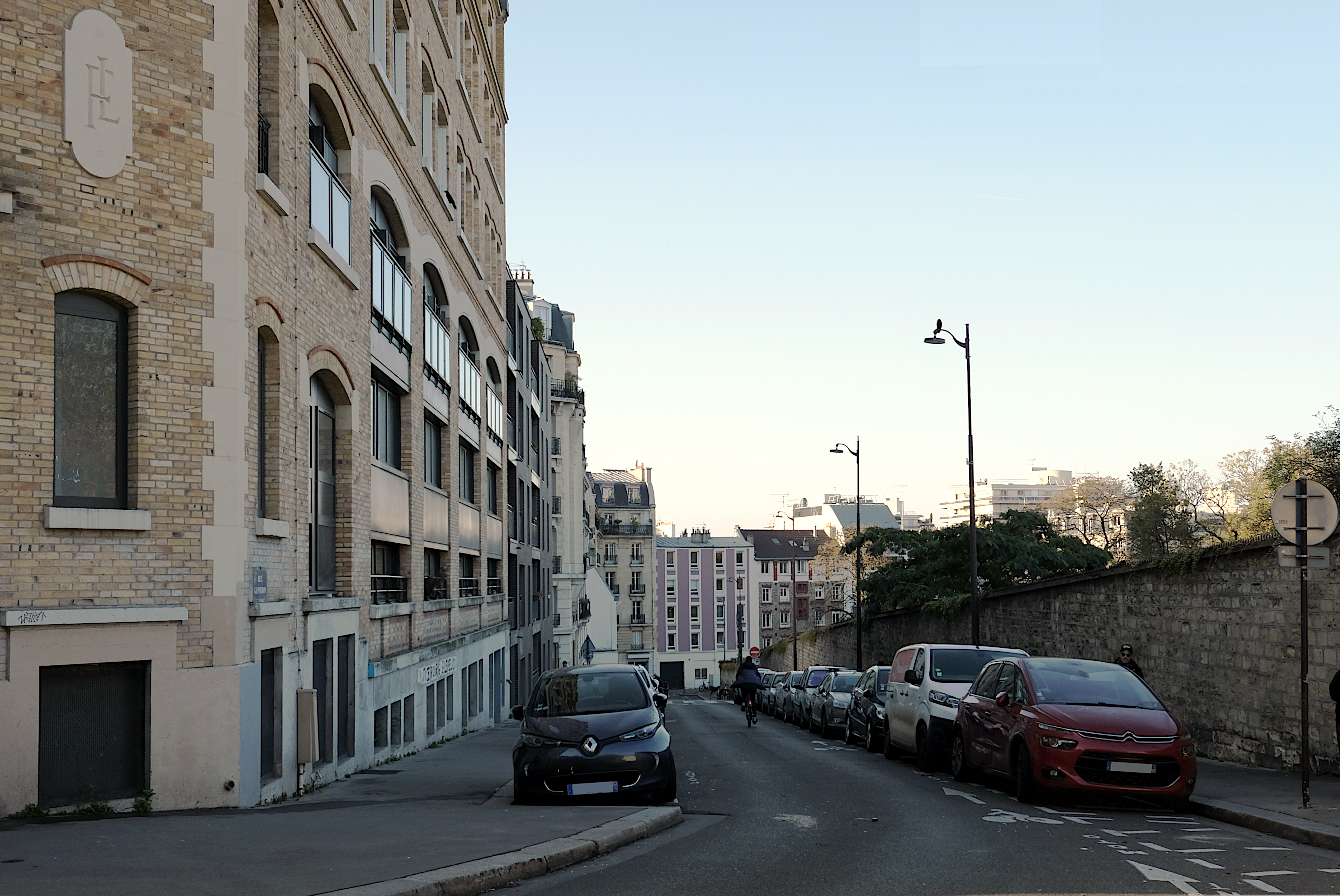
La rue Ganneron longeant le cimetière de Montmartre.

## Origine du nom
Elle porte le nom du banquier et député Auguste Hippolyte Ganneron (1792-1847).

## Historique
Cette rue faisait partie des anciennes communes des Batignolles et de Montmartre et est tracée sur le plan cadastral de 1825 sous le nom de « chemin de la Hutte-aux-Gardes ».
Devenue « rue des Carrières », elle est classée dans la voirie parisienne par un décret du 23 mai 1863 puis prend le nom de « rue Ganneron » par un décret du 10 février 1875.

## Bâtiments remarquables et lieux de mémoire
- La rue longe le cimetière de Montmartre et finit à l'hôpital Bretonneau.
- Dans sa petite enfance, l'écrivain Louis-Ferdinand Céline a vécu avec ses parents dans cette rue, de novembre 1898 à juillet 1899[1], avant de déménager pour le passage Choiseul.
- Au no 12 vécurent le sculpteur Louis-Émile Décorchemont (1851-1920) et son fils le peintre, céramiste et maître verrier François Décorchemont (1880-1971)[2].
- Au no 24 est implanté le lycée technologique d'arts appliqués Auguste-Renoir depuis 1993. En 1880 y avait été créée une École professionnelle et ménagère de jeunes filles, puis en 1959 un collège technique de jeunes filles[3].

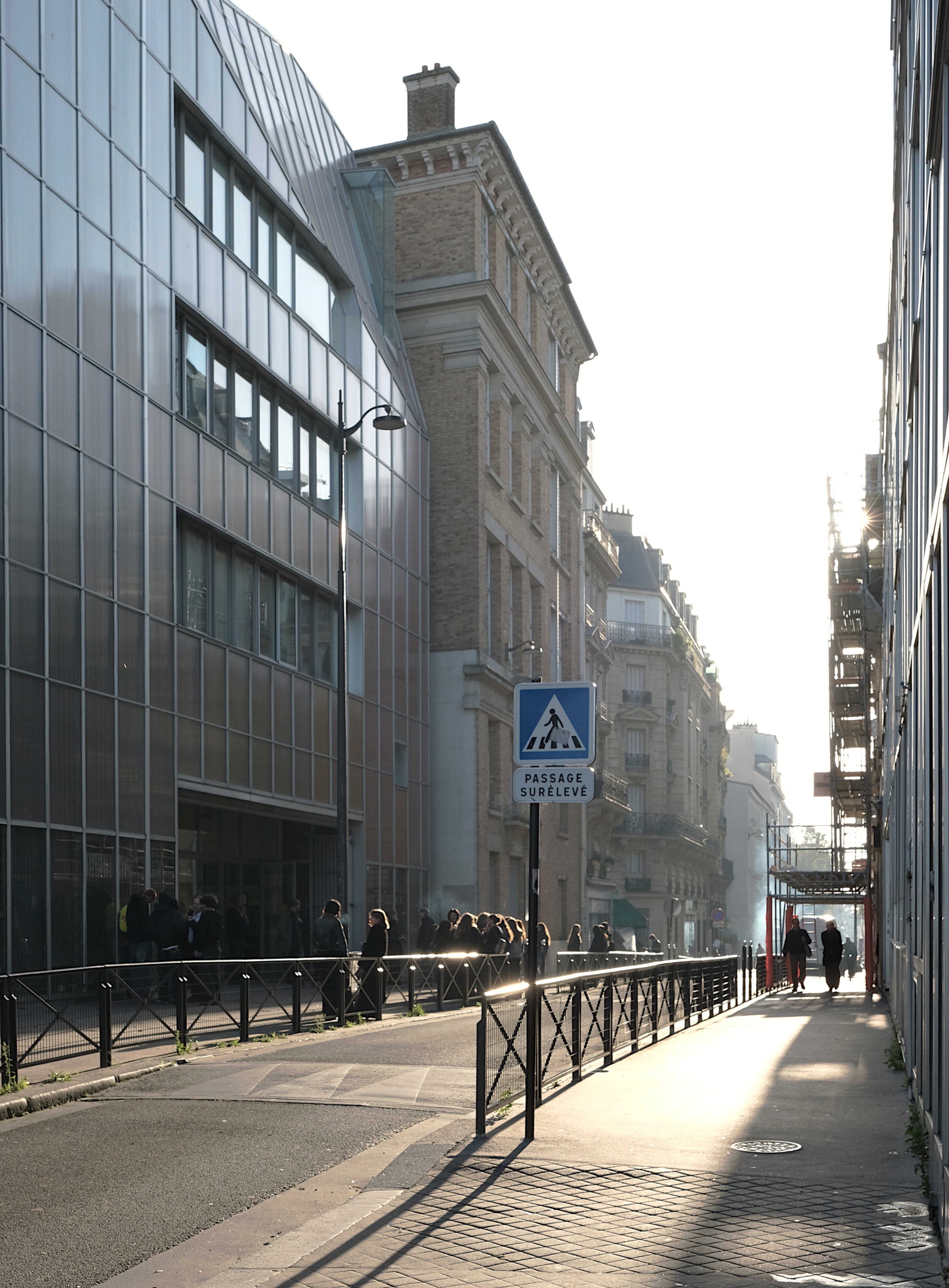
La rue Ganneron, à proximité du lycée Auguste-Renoir.
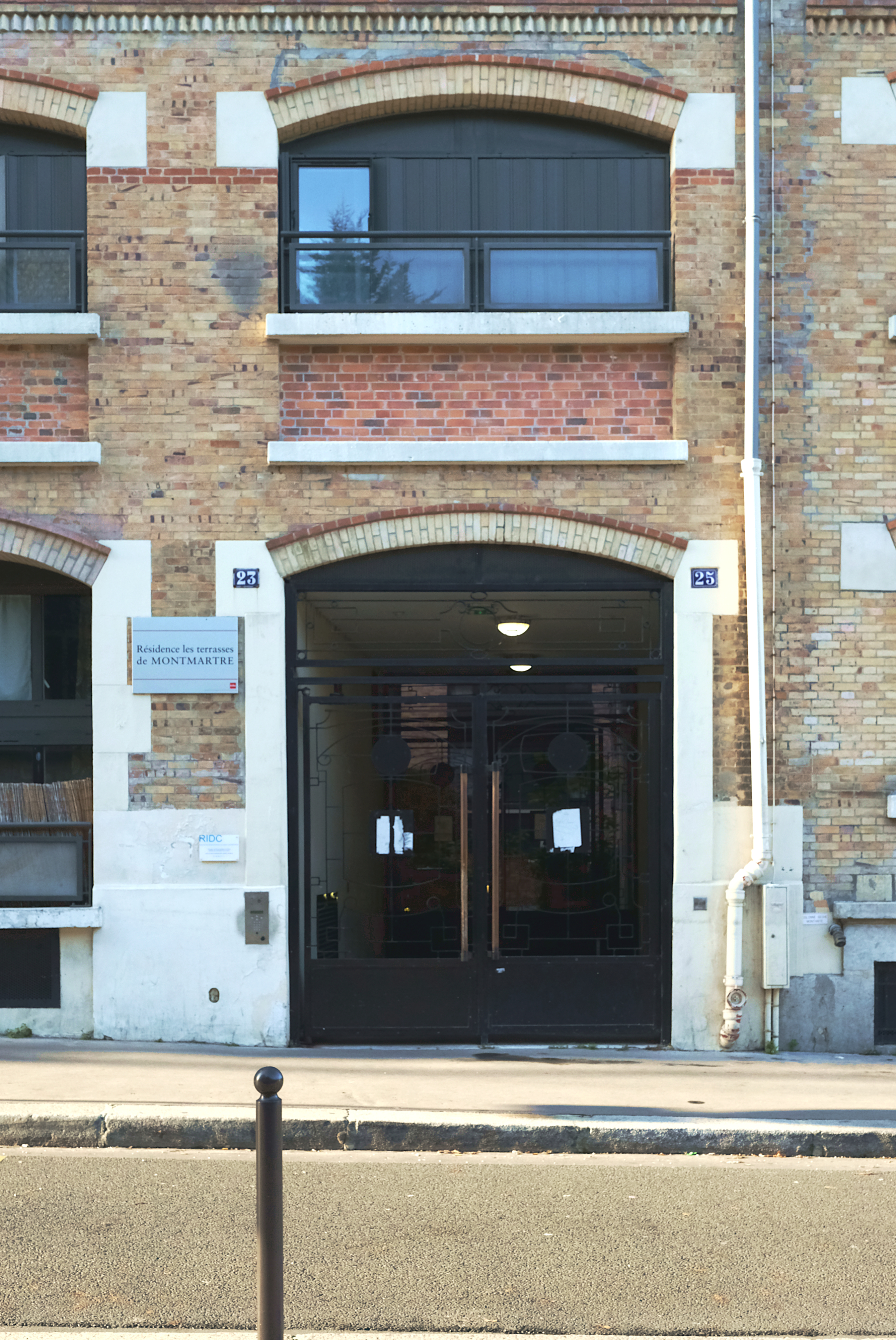
Les numéros n°23 et 25.

- Le no 47 a été le siège de la Mission de Paris, créée en 1943, sur le modèle de la Mission de France, par le cardinal Emmanuel Suhard et destinée spécifiquement à former des prêtres pour la classe ouvrière parisienne. Après la guerre a commencé en ce lieu le mouvement français des prêtres ouvriers[4].